# 汉堡王的法律纠纷
汉堡王的法律纠纷包括一些涉及国际快餐连锁汉堡王(Burger King)的一系列法律纠纷和法律诉讼，包括国际快餐连锁汉堡王(Burger King，简称 BK)自1954年成立以来作为原告与被告的法律案件，几乎囊括了其运营的各个方面。由于处理这些法律纠纷时的执行总裁和执行人员不同，汉堡王对这些纠纷的应对也不同：从与批评人士和诉讼当事人进行和解对话，到更具攻击性的可疑策略和消极后果。 汉堡王对这些问题的反应引起了赞扬、嘲讽和不同政党多年来对政治绥靖政策的指责。
许多机构都同汉堡王都产生过法律纠纷，例如善待动物组织 (PETA)针对动物福利提出了不同意见，政府和社会机构针对公众健康问题和营养标签法的遵守提出了建议，工会和贸易团体同汉堡王有劳动关系和法律方面的纠纷。 这些纠纷涉及的领域包括动物权利、企业责任和企业道德，以及社会正义。 虽然大多数的法律纠纷并没有引发法律诉讼，但是在多数情况下，法律问题得以提出，法定遵守得以达成，或是补救措施得以实现，例如改变契约或改变缔约方之间的协议。 针对这些法律纠纷提出的决议经常改变其与供应商和加盟店的江湖合作方式，也改变了其与公众之间的展开业务的方式。
汉堡王进驻中东市场带来了更深层次的法律纠纷。在以色列选址之后，汉堡王同其以色列加盟店的一系列法律纠纷应随之产生。 该纠纷最终爆发为地缘政治冲突，涉及穆斯林和犹太人团体在各大洲遵守和饯行国际法。 22国阿拉伯联盟的成员国对此作出反应；该联盟中的一众伊斯兰国家共同作出了威胁到该公司的法律制裁，其中包括吊销汉堡王在其成员国领土内的 营业执照。 另一个法律纠纷涉及穆斯林国家对于穆斯林版教会法，即伊斯兰教法的不同理解。该纠纷有关文化敏感，是针对汉堡王在英国境内售卖的甜品包装上插图。而且这则纠纷与前例一样提出了一个更关键的问题，为了使自身运营得更长久，他们必须能够适应其顾客所在群体的文化背景。
汉堡王与伊利诺伊州，马顿的一家同名餐厅的商标纠纷引发了诉讼；此次诉讼的结果确定了美国兰哈姆法案和商标法的适用范围。作为该商标的持有者，位于南澳大利亚的同名公司迫使汉堡王在澳大利亚改名换姓；在圣安东尼奥周围的几个郡，得克萨斯州的商标法使得汉堡王失去了其标志性产品“皇堡”的商标权 。 在1995年，汉堡王仅能入加拿大的北艾伯塔省，并且是基于事先向当地另一家同样名为汉堡王的店买下商标权。
而其他法律诉讼中的判决结果为合同法设立了判决先例，其中涉及到长臂管辖权，特许经营协议，以及商业活动的道德考量；这当中的许多判决结果有助于定义一般的业务往来，并且有助于规范整个市场秩序。

## 法律争议和协定

### 动物福利

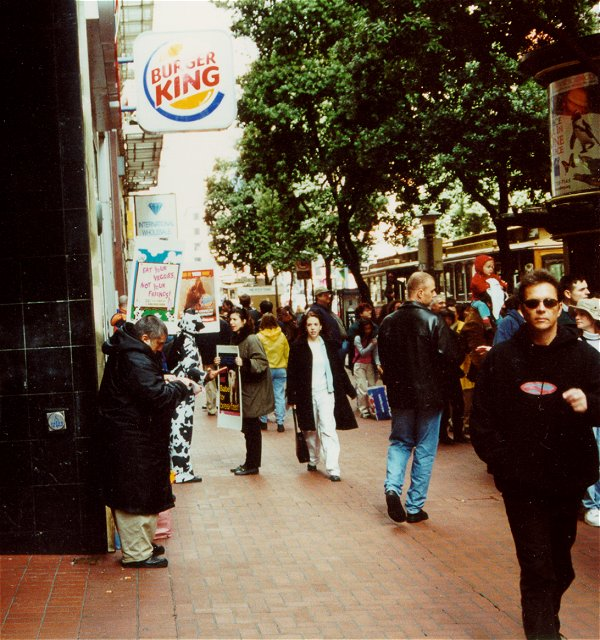
2001年由素食主义支持者发起的抗议，旧金山, 加利福尼亚州一家汉堡王店外。

2001年，动物权利组织PETA开始针对美国快餐连锁店中如泰森食品等供货商对待鸡的非人道处理手段。 他们改写企业标识和宣传口号，用当众羞辱的方式使这些企业改变同禽类供应商的合作政策。 通过“麦特勒”运动使得麦当劳让步之后，该组织针对汉堡王进行了长达六个月的抵制，称汉堡王为“杀戮王”。 该组织及其支持者，包括支持他们的名人 亚历克·鲍德温， 詹姆斯·克伦威尔和 理查德·普赖尔,在全美各地的汉堡王店外抗议，呼吁其建立新的准则。
 2001年6月28日，汉堡王同该组织达成协议，即建立一个合约框架，该框架规定了其进行调整的规程，以确保供应商能实现动物保护，符合双方商定的标准。 这些改变，包括汉堡王新为素食者提供的蔬菜三明治，得到了该组织的赞扬。
2006年，PETA先于汉堡王董事会在其总公/司的年会上提出请求，建议家禽供货商选取一种更为仁慈的宰杀方式——控制气体宰杀法（CAK）。他们一改从前宣称这种宰杀方式更为仁慈的游说策略，转而提出CAK是更具经济效益的方案，因为这种方法可以降低工厂工人受伤的概率，也由于避免对动物造成损伤而提升其产品品质。 2007年，汉堡王对这项提案作出回应，宣布他们会针对动物福利政策作出进一步改进。 新政策批准其鸡肉供应商开始运用CAK，摒弃从前先电晕再宰杀的方式，并要求其猪肉和家禽供应商提高其饲养动物的生存条件。 根据该协议，2%的汉堡王北美鸡蛋供应商开始提供散养鸡蛋，10%的猪肉供应商开始提供散养猪肉。 PETA及美国人道主义协会表示，汉堡王的提案在动物权利和动物福利方面远远领先于同类企/业，希望这项新提案举措会引发整个快餐行业的改革

### 营养成分

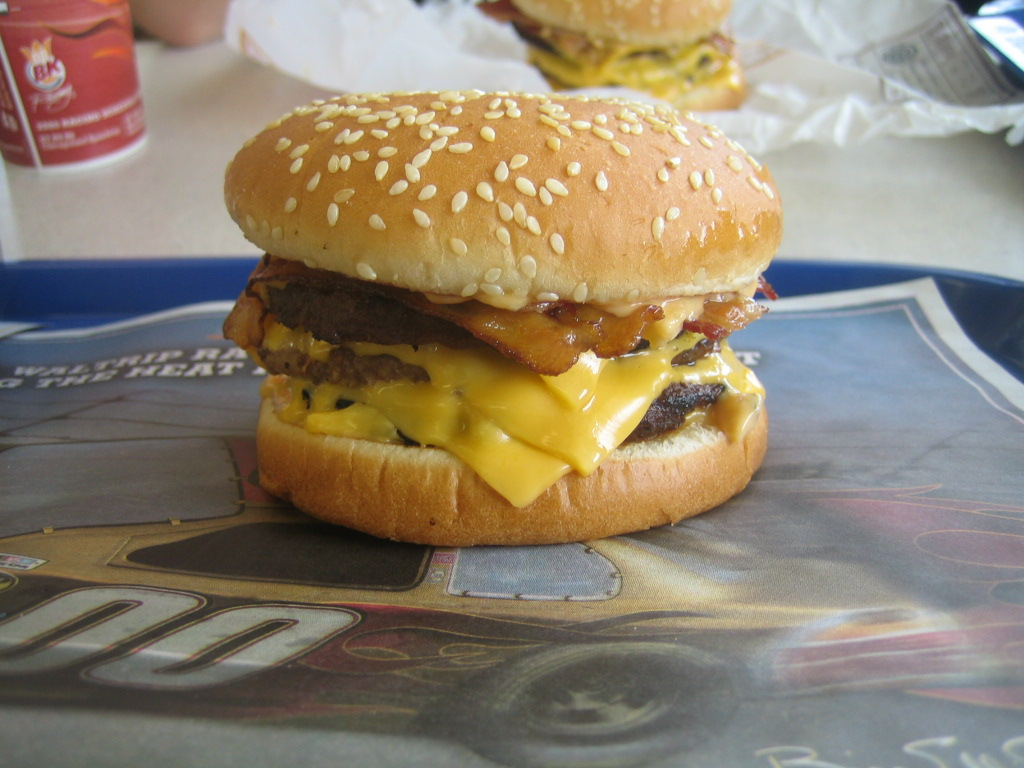
汉堡王四层芝士牛堡。每份包含1000卡路里，68克脂肪。是美国农业部推荐的成人每日卡路里摄入量的一半，超过成人每日脂肪摄入量3克。

自20世纪80年代以来，各方机构，包括公共利益科学中心(CSPI)、 英国心脏基金会, 纽约市政府， 西班牙政府 均宣称汉堡助长了西方国家的肥胖症和不健康的饮食习惯，因其产品含有大量的盐、脂肪、反式脂肪和热量。  自2002年汉堡王被德州太平洋集团从帝亚吉欧收购后，推出了几款超大号产品，包括其在欧洲的汉堡王超大汉堡系列，在英国的经典安格斯厚牛堡, 超大厚蛋牛堡和芝士牛堡系列。  这些新的产品以及其他相关产品已经引发了层次更深范围更广的仇视和负面关注，其产品的尺寸过大，包含的不健康脂肪和反式脂肪过多。 许多消费者团体已经指控汉堡王和 其他快餐连锁餐厅 未能提供更健康的餐品。
在1985年与纽约市的公共卫生专员办公室的一项协议中，涉及到汉堡王将公示其产品的食物营养成分数据，该协议有助于宣传纽约市食品营养成分信息公示。在长达五个月同汉堡王及大都市PLC(现从属于帝亚极欧)的谈判后，大都市PLC同意公示其产品的营养成分信息，遵守联邦政府推荐的脂肪和钠的每日最高摄入量。 此外，汉堡王还公示了成分信息更简单阅读的版本，以便于公众理解和使用。 基于这一协议，纽约公共卫生事务专员马克·格林在市长大卫·丁金斯的支持下提出法案，要求所有的快餐店公示食物营养成分数据。
为应对2006年汉堡王超大汉堡系列入驻西班牙，西班牙卫生部公开声称，汉堡王违反了同西班牙酒店餐饮联合会的一份自愿协议，即呼吁其成员不要为大份食物做广告。 卫生部长埃莱娜·萨尔加多声称汉堡王新出的产品平均每个超过970卡路里，违反了该协定。 西班牙食品监管机构的负责人费利克斯·洛博指控汉堡王“不履行法律合约"。 为回应西班牙政府的指控，汉堡王欧洲部发布声明："在这场风波中，我们都只是想推广我们汉堡王的一系列产品，这些产品已经在我们的菜单中出现了几年了。 我们的理念可以总结为“皆大欢喜”，顾客“喜好大过天”。 汉堡王还解释说，他们一直努力"来减少得病风险，这些风险是由不当的饮食习惯引起，而他们是要促进平衡 ...饮食。" 汉堡王一位发言人表示，客户的有权选择吃沙拉还是皇堡，而我们有权选择是否更改汉堡的尺码与配方，因而将继续以广告的方式宣传产品。

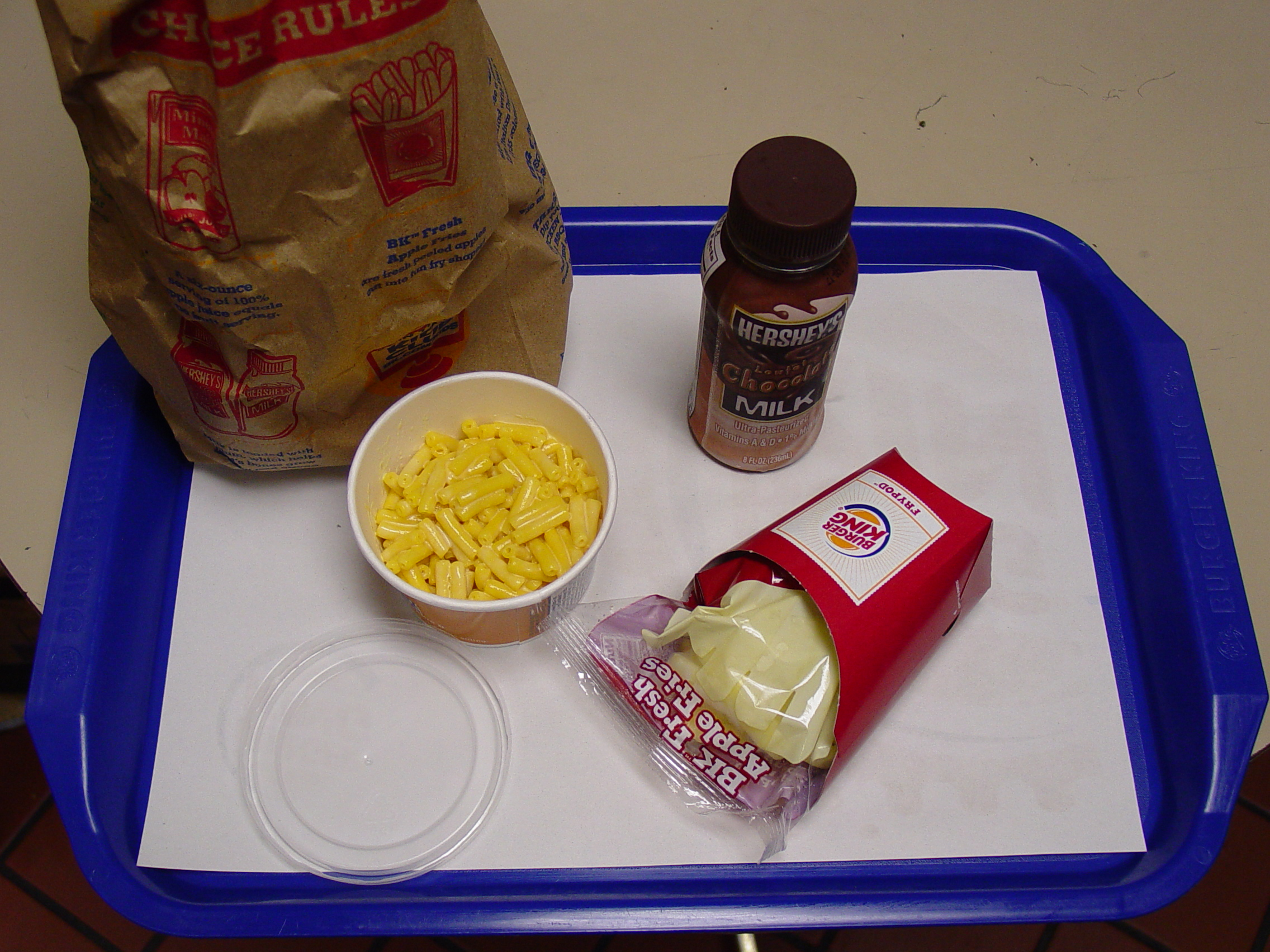
汉堡王儿童低脂餐，包含苹果，通心粉，奶酪和低脂巧克力牛奶。

2007年5月，公共利益科学中心(CSPI)向哥伦比亚高级法庭对汉堡王提起了州级集体诉讼，诉讼理由为汉堡王销售包含反式脂肪的产品且对于把这些产品从菜单中抹去制定时间表。 CSPI的诉讼要求其在汉堡王产品包装上明确标识健康提示 ，提醒顾客摄入反式脂肪的危害，以及其产品中凡是脂肪的含量。 汉堡王试图上诉到联邦法院并驳回该诉讼。 而联邦法院拒绝了该公司的请求，将此案件送回给哥伦比亚最高法庭进行审判。 为了解决CSPI的法律诉讼，以及若干在纽约、费城和其他城市有关食物中反式脂肪的立法，汉堡王于2007年6月宣布了一项计划，将在2008年底开始逐步淘汰反式脂肪。

为了应对儿童肥胖症，汉堡王在2007年10月宣布加入商业改进局提出的儿童饮食倡议项目。 该项目提议企业自我管理自我监督，旨在修改自身以儿童为目标群体的广告内容，鼓励其践行更健康的饮食习惯和生活方式。 作为项目中的一部分内容，汉堡王宣布了有关其广告和儿童生产线的一系列举措，承诺:
- 限制针对12岁以下儿童的广告，在儿童餐上使用的第三方授权的卡通人物，使其儿童餐满足营养指南的要求
- 禁止在小学宣传有关汉堡王的广告，禁止在媒体发布针对12岁以下儿童的广告
- 在汉堡王网页上推广满足营养指南的儿童餐
- 在广告中宣传积极的生活方式和健康的膳食选择[24][25]

修改后的儿童餐系列将带来新的产品，如香烤鸡块、苹果"薯条"(运用法式切法，将生苹果条装进薯条盒子里)，和卡夫奶汁通心粉。汉堡王总公/司的声明表示，汉堡王全线套餐的卡路里含量将低于560每餐，从脂肪中摄入的卡路里将减少至30%以下，从饱和脂肪中摄入的卡路里将减少至10%以下，不再添加反式脂肪，从糖类中摄入的卡路里将减少至10%以下。 截至2008年10月，汉堡王的相关产品系列已经在美国上线，但香烤鸡块系列在英国和爱尔兰尚未上线。